# Schnoor

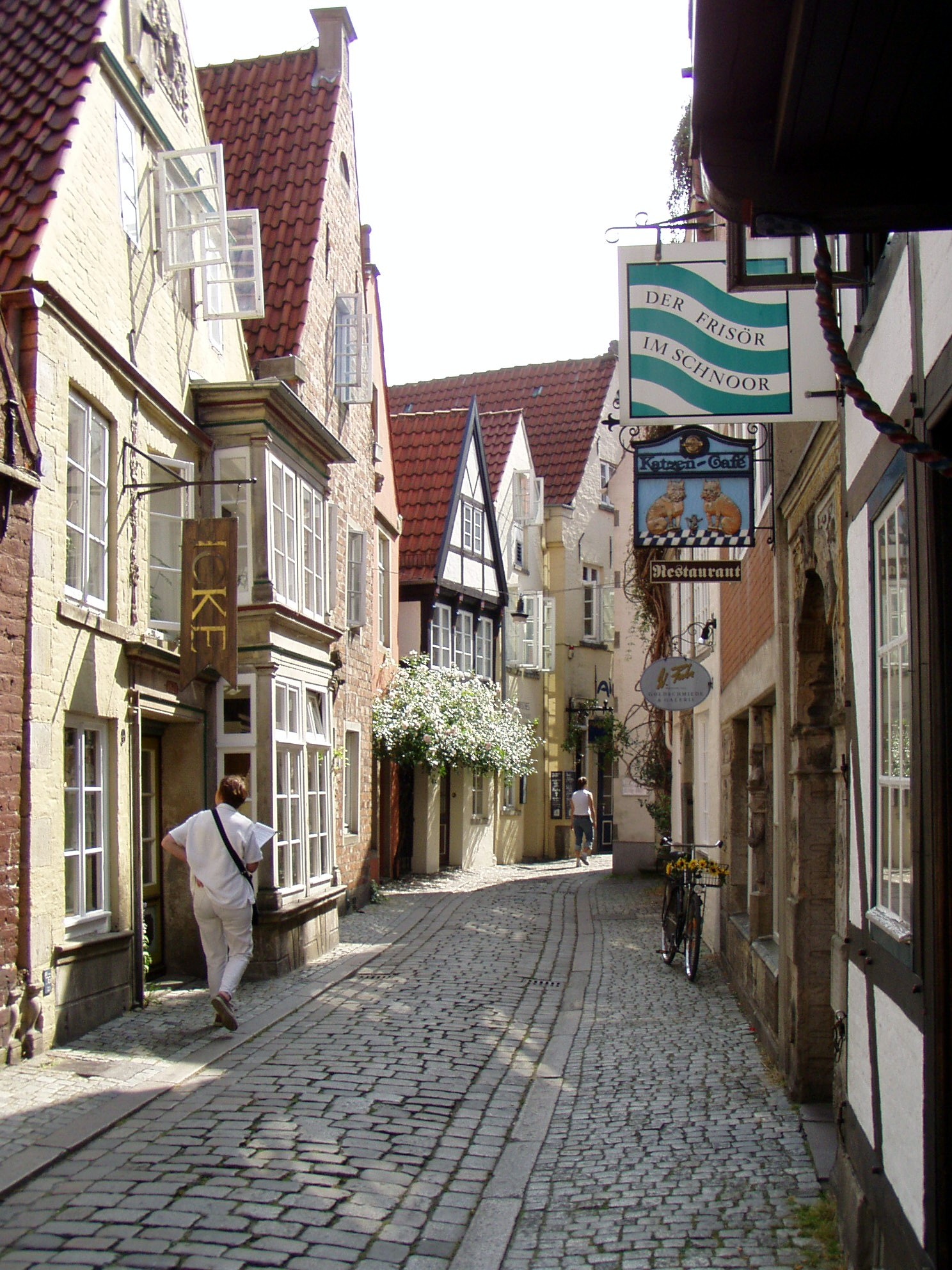
Quartier du Schnoor

Schnoor est le nom d'une rue dans la partie la plus ancienne de la ville de Brême, et aussi le nom du quartier lui-même. Les passages entre les maisons étaient souvent associés à des professions ou à des objets du navire dans les siècles antérieurs.
La première mention écrite connue du Schnoor date du XIIIe siècle. À cette époque, un monastère franciscain était construit sur le bord du Schnoor, dont seule l'église a été préservée. Au XIVe siècle, l'église Saint-Jean a été construite en briques dans le style gothique.
Les plus vieux bâtiments qui subsistent sont la Brasilhaus (1402) et la Packhaus (1401). De nombreuses maisons des XVIIe et XVIIIe siècles sont largement préservées dans leur état d'origine structurelle, et donnent une impression romantique de la vie dans les époques antérieures.
L'une des plus célèbres maisons du Schnoor, conservée dans son état d'origine, est la Maison du navire, rue de Stavendamm, construite en 1630.
Les architectes Goldapp et Klump ont aménagé dans les années 80 au Marterburg, au nord du Schnoor, un quartier postmoderne. Les étroits immeubles aux formes et couleurs variées, rappellent les ruelles du Schnoor. 

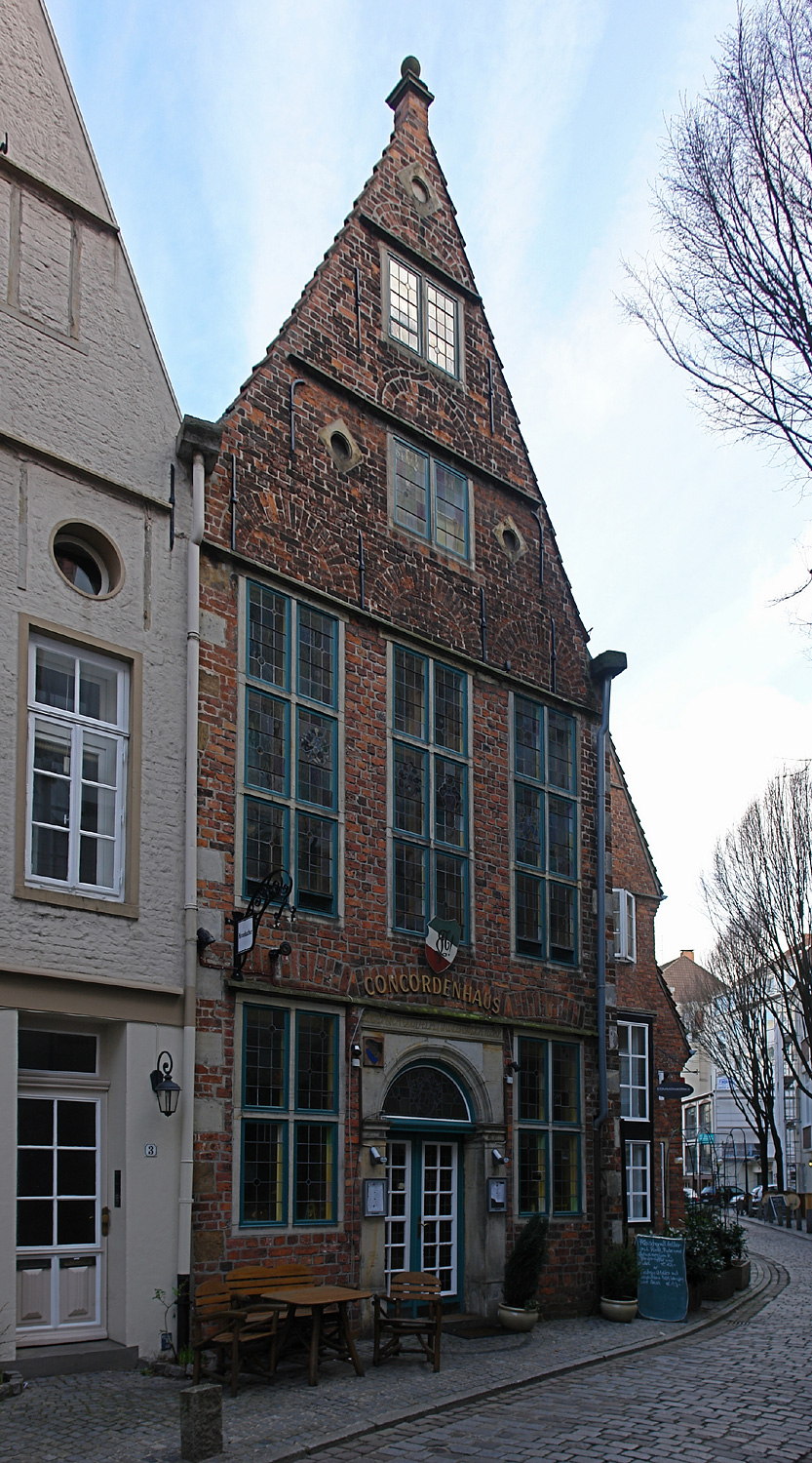
"Concordenhaus" (1630)
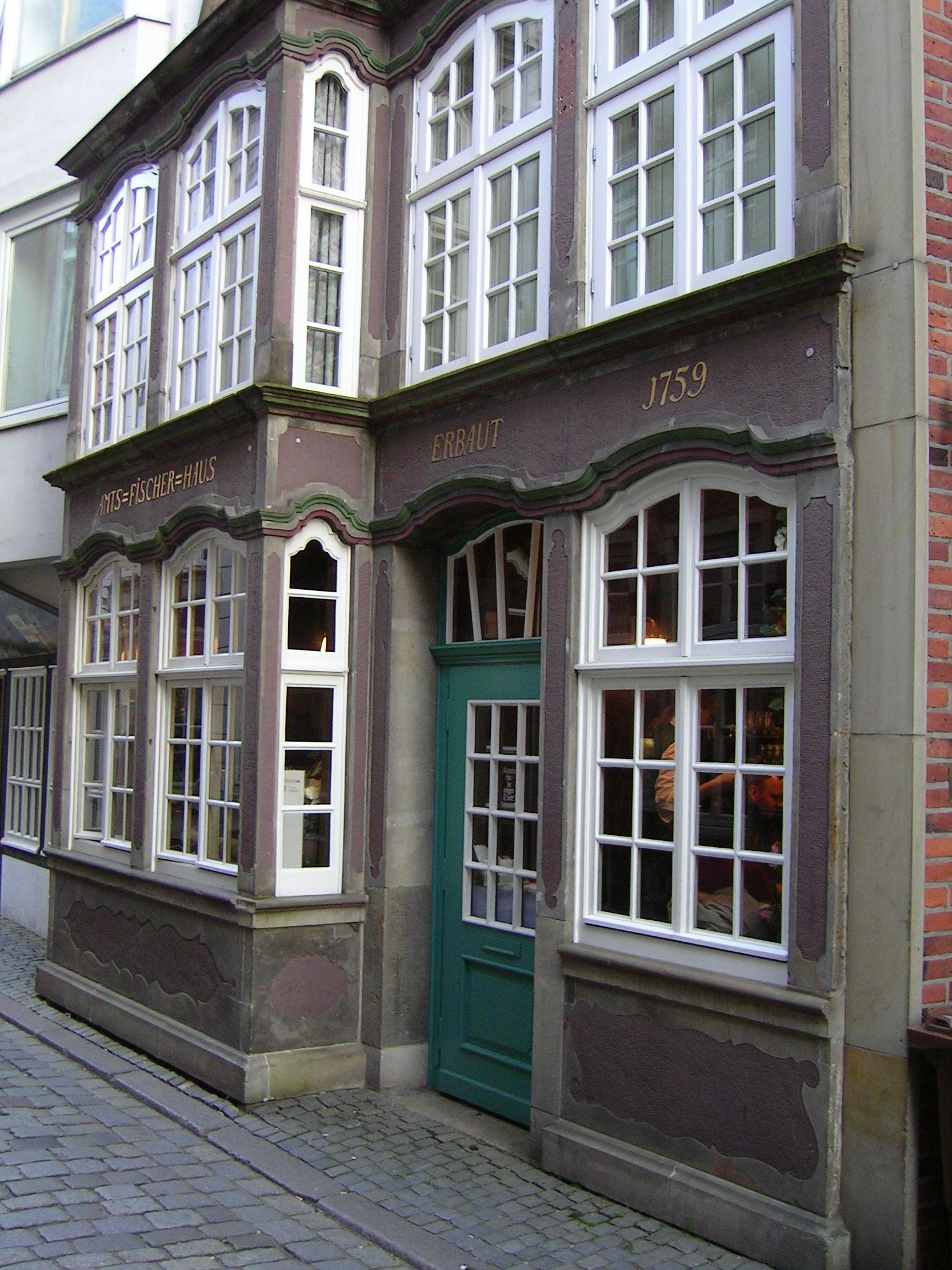
"Amtsfischerhaus" (1759)
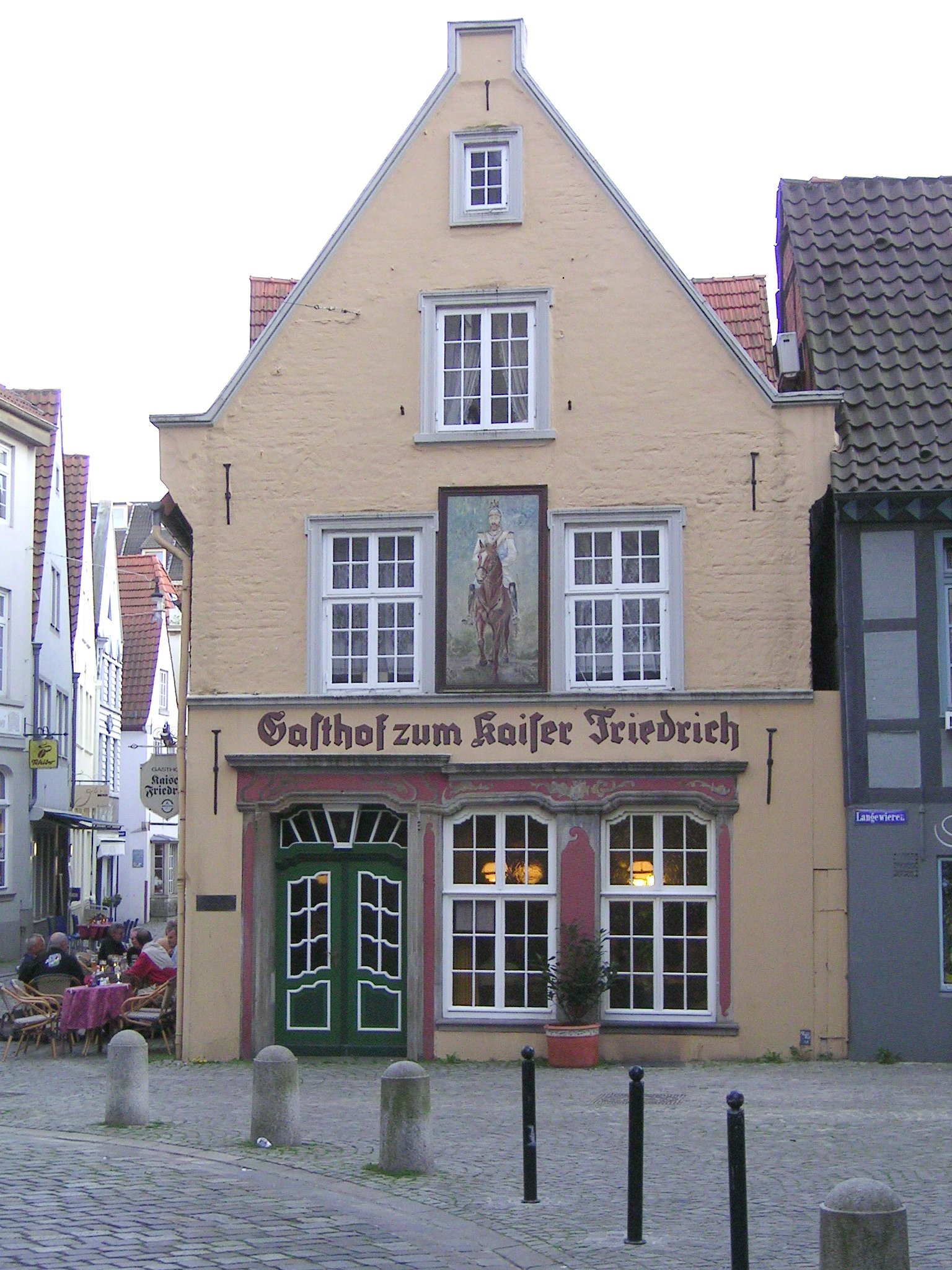
"Kaiser Friedrich" (1630), un ancien restaurant
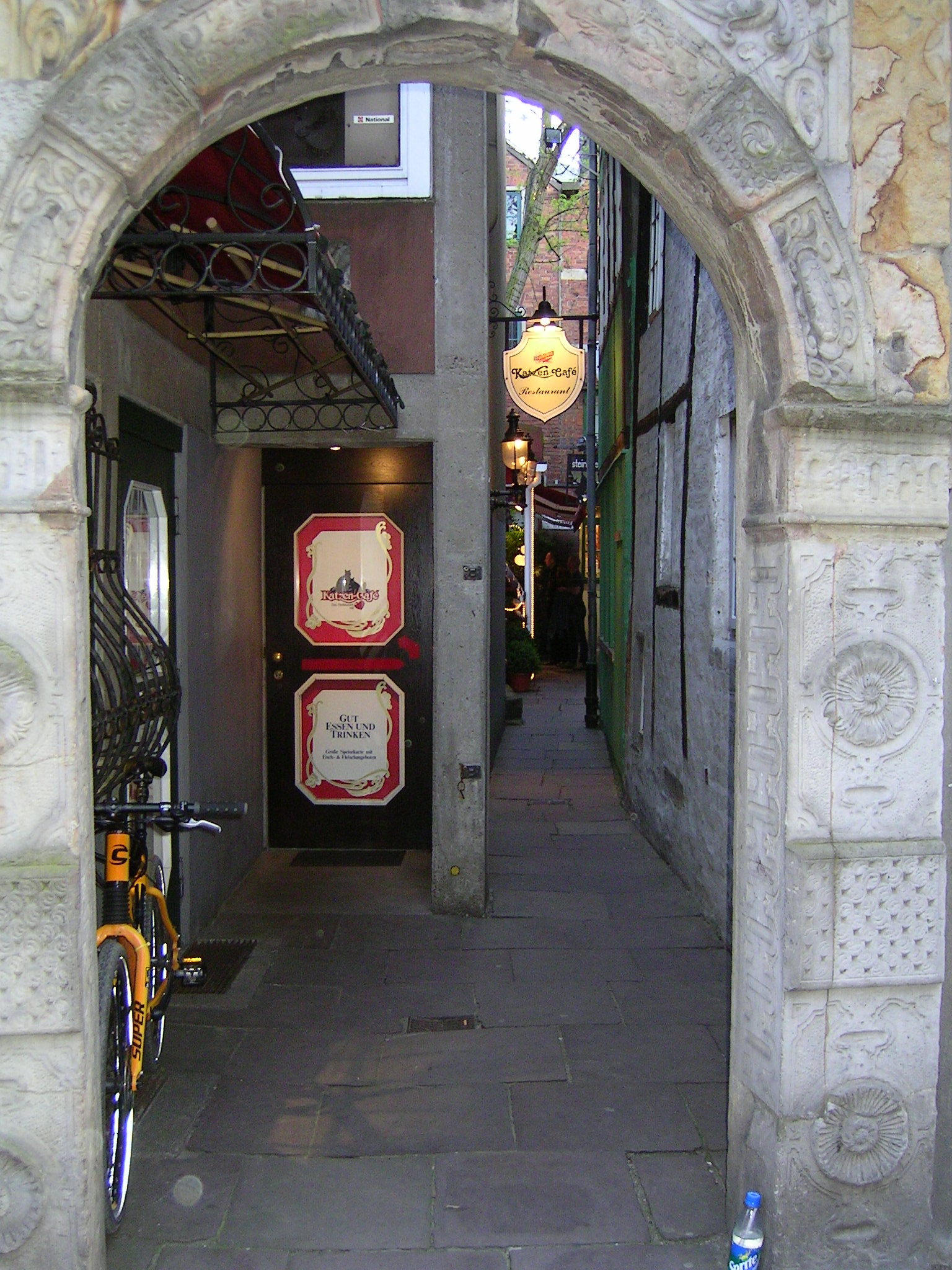
"Katzencafé"
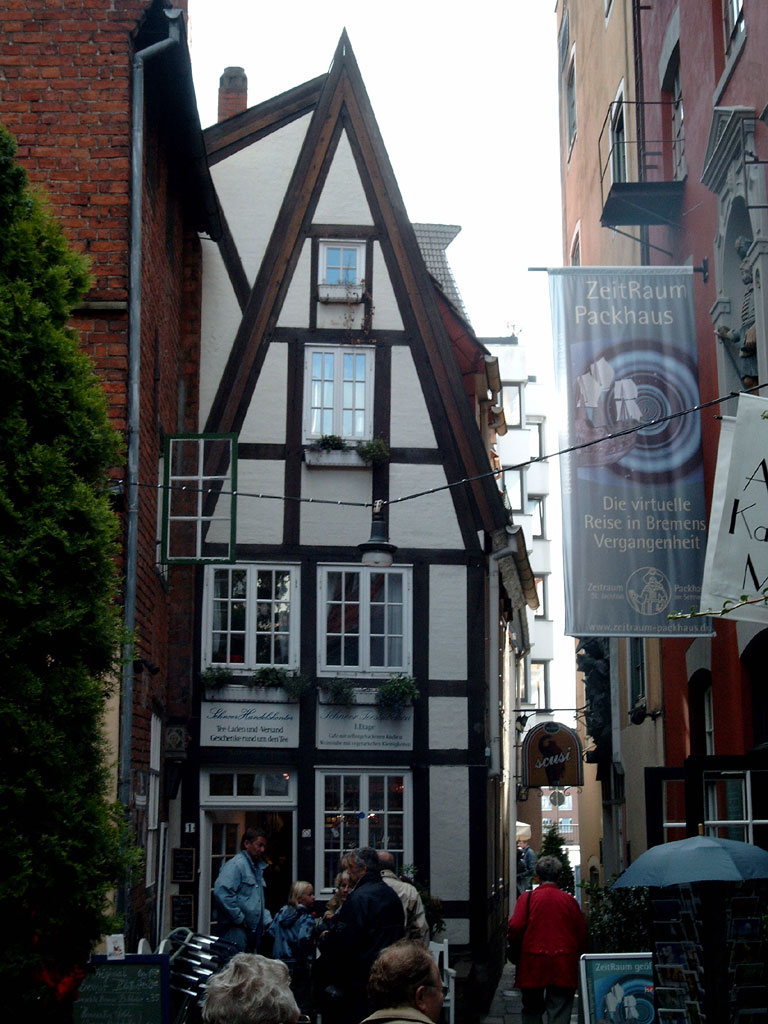
Le salon de thé
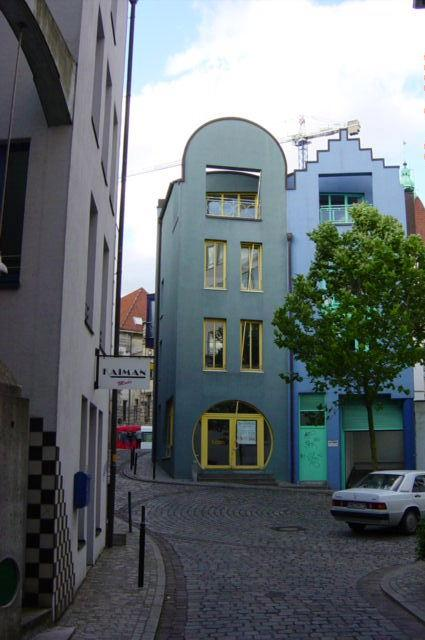
Marterburg, nouvelles maisons construites à la fin du XXe siècle
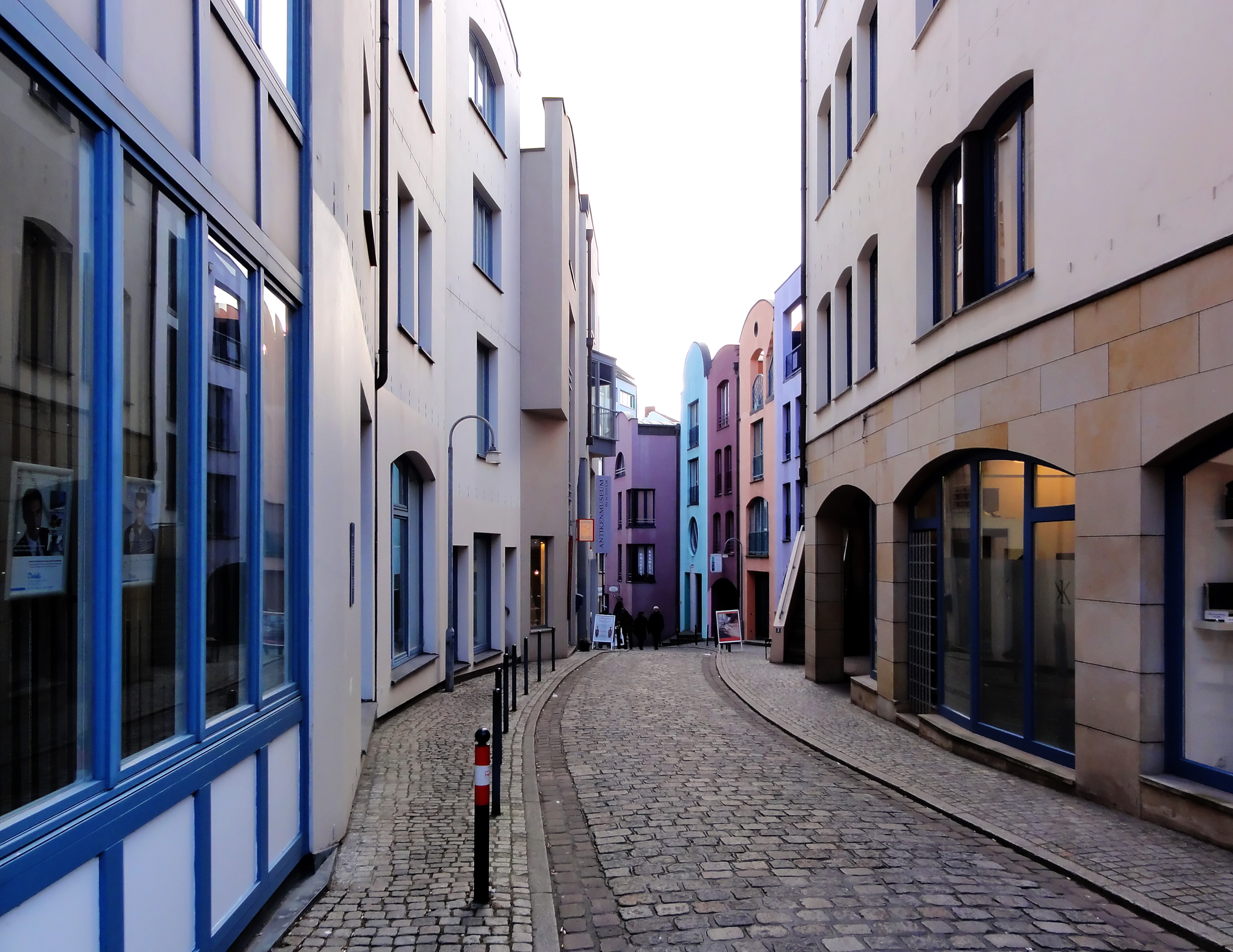
Marterburg, architecture post-moderne (Goldapp et Klump)

## Liens
- Le quartier du Schnoor sur le site touristique officiel de Brême
- Musée dans le Schnoor - présentation sur l'internet
- Wohn- und Geschäftshäuser Marterburg (allemand)